# Phasmophaga antennalis
Phasmophaga antennalis är en tvåvingeart som beskrevs av Townsend 1909. Phasmophaga antennalis ingår i släktet Phasmophaga och familjen parasitflugor. Inga underarter finns listade i Catalogue of Life.